# Metronomy
Metronomy je britská hudební skupina, kterou v roce 1999 založil Joseph Mount v anglickém městě Totnes. Nejprve byl Mount jediným členem skupiny, ale brzy se k němu přidali Gabriel Stebbing a Oscar Cash. Vedle Mounta a Cashe ve skupině nyní působí ještě Anna Prior a Olugbenga Adelekan. Své první album nazvané Pip Paine (Pay the £5000 You Owe) skupina vydala v roce 2006; následovala alba Nights Out (2008), The English Riviera (2011), Love Letters (2014), Summer 08  (2016) a Metronomy Forever (2019). Rovněž jsou autory remixů písní interpretů, jako jsou Charlotte Gainsbourgová, Franz Ferdinand, k.d. lang, Lykke Li nebo Lady Gaga.